# GDF Suez Grand Prix 2010
GDF SUEZ Grand Prix 2010 — жіночий тенісний турнір, що проходив на відкритих кортах з ґрунтовим покриттям. Це був 16-й за ліком Hungarian Ladies Open. Належав до категорії International у рамках Туру WTA 2010. Відбувся в Будапешті (Угорщина). Тривав з 4 до 12 липня 2010 року. Агнеш Савай здобула титул в одиночному розряді.

## Учасниці

### Сіяні учасниці
| Гравчиня                | Країна    | Рейтинг* | Сіяна |
| ----------------------- | --------- | -------- | ----- |
| Аліса Клейбанова        | Росія     | 27       | 1     |
| Александра Дулгеру      | Румунія   | 31       | 2     |
| Тімеа Бачинскі          | Швейцарія | 37       | 3     |
| Анабель Медіна Гаррігес | Іспанія   | 39       | 4     |
| Пен Шуай                | Китай     | 44       | 5     |
| Роберта Вінчі           | Італія    | 49       | 6     |
| Агнеш Савай             | Угорщина  | 50       | 7     |
| Полона Герцог           | Словенія  | 51       | 8     |

- Рейтинг подано станом на 21 червня 2010.

### Інші учасниці
Нижче подано учасниць, що отримали вайлд-кард на вихід в основну сітку
- Тімеа Бабош
- Алізе Корне
- Сільвія Нджирич

Нижче наведено гравчинь, які пробились в основну сітку через стадію кваліфікації:
- Андрея Клепач
- Зузана Ондрашкова
- Міхаела Похабова
- Леся Цуренко

## Переможниці та фіналістки

### Одиночний розряд
Агнеш Савай —  Патті Шнідер, 6–2, 6–4
- Для Савай це був перший титул за сезон і 4-й — за кар'єру. Це була її друга поспіль перемога на цьому турнірі.

### Парний розряд
Тімеа Бачинскі /  Татьяна Гарбін —  Сорана Кирстя /  Анабель Медіна Гаррігес, 6–3, 6–3